# Президент Кракова

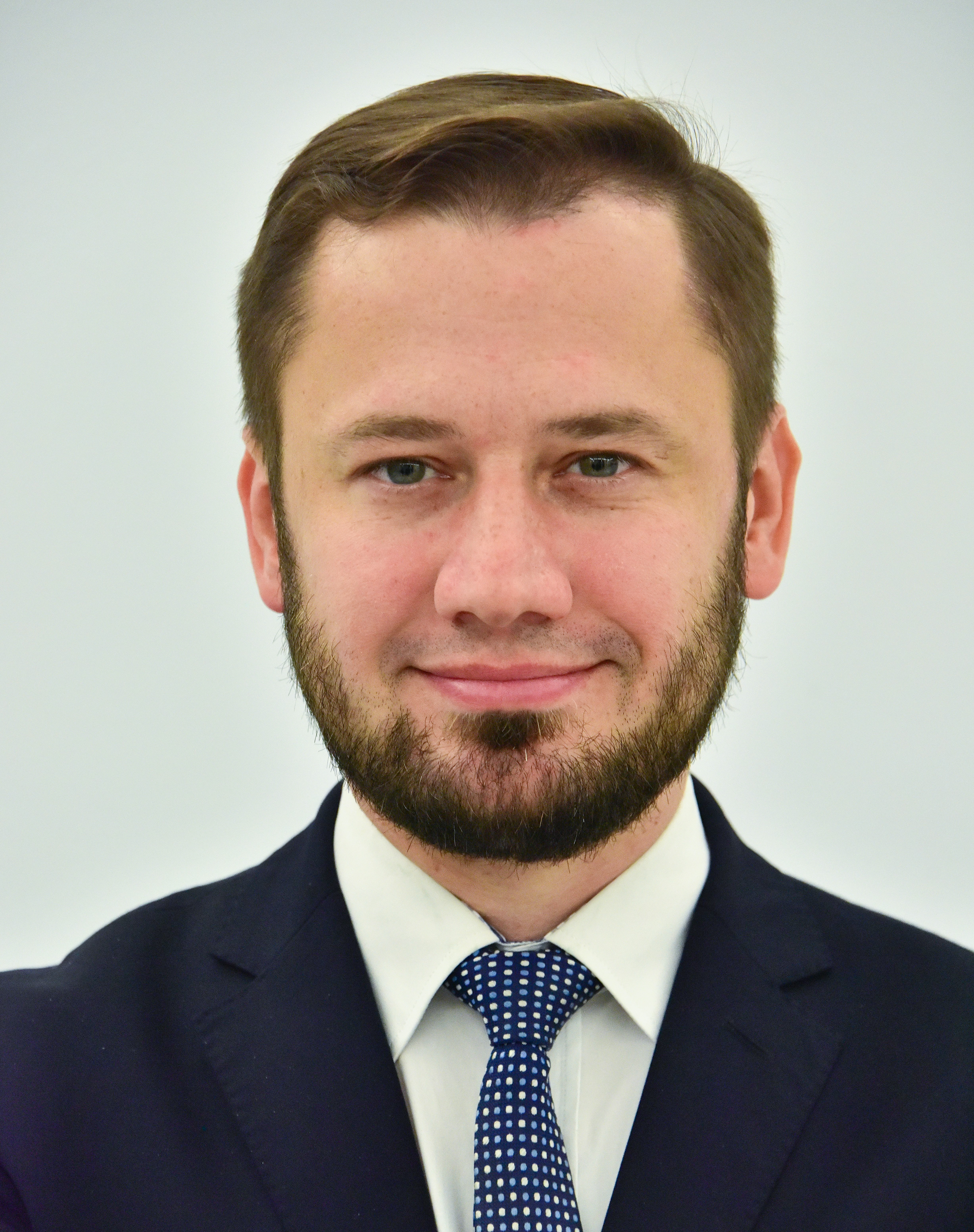
Александр Мишальский — действующий Президент Кракова

Президент Кракова (пол. Prezydent Miasta Krakowa) — в настоящее время официальная должность, в обязанности которой входит управление Краковом. Согласно Закону о местном самоуправлении от 20 июня 2002 года, Президент Кракова выбирается всеобщим, равным, прямым и тайным голосованием.
В сферу деятельности и компетенции Президента Кракова входит исполнительная власть, регулируемая Городским советом Кракова, выполнение резолюций Городского совета Кракова, официальное представительство города во внешних связях и управление текущим городским хозяйством города.
В частности, в обязанности Президента Кракова входят:
- подготовка резолюций Городского совета Кракова;
- определение ответственных лиц, выполняющих резолюции Городского совета Кракова;
- управление муниципальной собственностью;
- исполнение городского бюджета;
- приём и увольнение руководителей муниципальных образований;
- разработка оперативных планов защиты города от стихийных бедствий.

Президент Кракова выполняет свои обязанности с помощью Управления Городского совета, муниципальных организационных учреждений, районных служб и городских инспекторов. Президент Кракова может делегировать в определённых случаях свои полномочия Секретарю Кракова или Совету депутатов.

## Список президентов Кракова
- Францишек Велёпольский (14.04.1792 — 11.09.1792);
- Мацей Байер (12.09.1792 — 5.03.1794);
- Филипп Нереуш Лихоцкий (6.03.1794 — 23.04.1794);
- Михал Вольман (24.04.1794 — 14.06.1794);
- Доминик Дрдатцкий (1.09.1802 — 1805);
- Юзеф Голлмайер (1805—1810);
- Станислав Костка Зажецкий (1.12.1810 — 2.11.1815);
- Юзеф Матецкий (1.01.1816 — 11.04.1816);
- Феликс Гродзиский (11.04.1816 — 31.07.1816);
- Юзеф Валенты Кшижановский (7.10.1848 — 19.04.1849);
- Игнацы Папроцкий (19.04.1849 — 27.06.1853);
- Фредерик Тобиашек (1.07.1853 — 28.08.1856);
- Анджей Седлер-Вислянский (26.10.1856 — 12.09.1866);
- Юзеф Дитль (12.09.1866 — 18.06.1874);
- Миколай Зибликевич (2.07.1874 — 7.02.1881);
- Фердинанд Вайгель (17.02.1881 — 17.09.1884);
- Феликс Шляхтовский (17.09.1884 — 10.05.1893);
- Юзеф Фридлайн (24.05.1893 — 7.07.1904);
- Юлиуш Лео (11.07.1904 — 21.02.1918);
- Ян Канты Федерович (6.03.1918 — 13.07.1924);
- Здзислав Ваврауш (21.07.1924 — 18.07.1925);
- Витольд Островский (21.07.1925 — 4.06.1926);
- Кароль Ролле (19.06.1926 — 13.07.1931);
- Владислав Белина-Пражмовский (16.07.1931 — 11.02.1933);
- Мечислав Каплицкий (16.02.1933 — 11.02.1939);
- Болеслав Чухайовский (21.04.1939 — 3.09.1939);
- Станислав Климецкий (3.09.1939 — 20.09.1939);
  - Эрнст Цёрнер (20.09.1939 — 22.02.1940) — комиссар Кракова;
  - Карл Шмидт (22.02.1940 — март 1941) — комиссар Кракова;
  - Рудольф Павлу (апрель 1941 — апрель 1943) — комиссар Кракова;
  - Йозеф Кремер (апрель 1943 — 18.01.1945) — комиссар Кракова;
- Александр Жарук-Михальский (21.01.1945 — 2.02.1945);
- Альфред Фидеркевич (5.02.1945 — 2.02.1945);
- Стефан Воляс (14.06.1945 — 6.10.1947);
- Генрик Добровольский (6.01.1947 — 6.60.1950);
- Марцин Валигура (6.06.1950 — 7.04.1954);
- Тадеуш Мругач (7.04.1954 — 24.10.1954);
- Виктор Бонецкий (24.10.1957 — 6.11.1959);
- Збигнев Сколицкий (6.11.1959 — 5.06.1969);
- Ежи Пенкаля (6.06.1969 — 24.04.1978);
- Эдвард Барщ (27.04.1978 — 20.06.1980);
- Юзеф Гаевич (26.09.1980 — 8.12.1982);
- Тадеуш Сальва (9.12.1982 — 13.01.1990);
- Ежи Росьцишевский (9.02.1990 — 29.05.1990);
- Яцек Возьняковский (20.06.1990 — 11.01.1991);
- Кшиштоф Бахминский (7.02.1991 — 30.09.1992);
- Юзеф Ляссота (9.10.1992 — 29.10.1998);
- Анджей Голась (29.10.1998 — 19.11.2002);
- Яцек Майхровский (19.11.2002 — 07.04.2024);
- Александр Мишальский (07.04.2024 — настоящее время).